# Аскерани
Аскерани (азерб. Əsgəranı) — азербайджанский народный танец быстрого темпа. Относится к зажигательно-вихревым азербайджанским танцам.
Название танца связано с Аскеранской крепостью. Музыкальную основу аскерани составляет мелодия традиционного восточного лада раст. Танец исполняется молодыми людьми, как правило на свадьбах и празднествах, и может быть одиночным, парным или групповым.
Танец лёг в основу одноимённой симфонической пьесы А. М. Магомаева. Позже танцевальная мелодия была переложена на ноты для фортепианного исполнения Т. А. Кулиевым.